# Tommy Dorsey
Tommy Dorsey (19. listopadu 1905, Shenandoah, Pennsylvania – 26. listopadu 1956, Greenwich, Connecticut) byl americký jazzový trombónista, trumpetista, skladatel a dirigent big band éry. Mezi jeho přezdívky patří „The Sentimental Gentleman of Swing“ či „TD“. Měl staršího bratra, Jimmy Dorseyho. Jeho sentimentální trombonový styl se stal typickým soundem ve swingové éře.
V roce 1996 americká národní pošta nechala vytisknout poštovní známky s jeho podobiznou.

## Soukromý život
Oženil se ve věku sedmnácti let s tehdy šestnáctiletou Mildred Kraft. Později se opět oženil, tentokrát s Jane Carl New, se kterou přečkal až do své smrti.
V roce 1956 ve věku 51 let zemřel. Udusil se těžkým jídlem, které měl před spaním. Ke všemu si ještě vzal prášky na spaní, což se negativně podílelo na jeho smrti.